# Plectranthus flaccidus
Plectranthus flaccidus là một loài thực vật có hoa trong họ Hoa môi. Loài này được (Vatke) Gürke miêu tả khoa học đầu tiên năm 1894.